# Krzysztof Szwagrzyk
Krzysztof Szwagrzyk (ur. 15 lutego 1964 w Strzegomiu) – polski historyk, doktor habilitowany nauk humanistycznych, nauczyciel akademicki, od 2016 zastępca prezesa Instytutu Pamięci Narodowej.

## Życiorys
Dysertację pt. Obraz konspiracyjnych organizacji niepodległościowych działających na Dolnym Śląsku w latach 1945–1956 w świetle akt sądowych byłego Wojskowego Sądu Rejonowego we Wrocławiu obronił 19 czerwca 1996 w Instytucie Historycznym na Wydziale Nauk Historycznych i Pedagogicznych Uniwersytetu Wrocławskiego, uzyskując stopień naukowy doktora nauk humanistycznych w zakresie historii ze specjalnością historia najnowsza. W 2007 habilitował się na Wydziale Humanistycznym Uniwersytetu Zielonogórskiego. Objął stanowisko profesora uczelni Dolnośląskiej Szkoły Wyższej. Sprawował stanowisko naczelnika Oddziałowego Biura Edukacji Publicznej Instytutu Pamięci Narodowej we Wrocławiu, a także był pełnomocnikiem Prezesa Instytutu Pamięci Narodowej ds. poszukiwań miejsc pochówku ofiar terroru komunistycznego. Od lipca 2016 zastępca Prezesa Instytutu Pamięci Narodowej oraz pełniący obowiązki Dyrektora Biura Poszukiwań i Identyfikacji.
Prowadzi poszukiwania osób zamordowanych w okresie stalinowskim od 2003, kiedy na polu 81 A Cmentarza Osobowickiego we Wrocławiu ekshumowano szczątki kpt. Włodzimierza Pawłowskiego. Kierował pracami ekshumacyjnymi w Kwaterze na Łączce na warszawskim cmentarzu Wojskowym na Powązkach (prowadzonymi w trzech etapach w latach 2012–2017), na Służewcu oraz cmentarzu Bródnowskim w Warszawie. Zespół pod jego kierunkiem prowadził prace poszukiwawcze m.in. na cmentarzu Osobowickim we Wrocławiu, w Dworzysku w powiecie nyskim, w Białymstoku, Rzeszowie, na cmentarzu Garnizonowym w Gdańsku, na terenie byłego więzienia Toledo przy obecnej ul. Namysłowskiej w Warszawie i wielu innych miejscach. Obecnie ofiary są identyfikowane w ramach Konsorcjum GRID, w skład którego wchodzi sześć polskich uczelni medycznych: Uniwersytet Medyczny im. Piastów Śląskich we Wrocławiu, Warszawski Uniwersytet Medyczny, Uniwersytet Medyczny w Białymstoku, Uniwersytet Medyczny im. Karola Marcinkowskiego w Poznaniu, Uniwersytet Medyczny w Lublinie, Uniwersytet Mikołaja Kopernika w Toruniu – Collegium Medicum im. Ludwika Rydygiera w Bydgoszczy.
Został członkiem Kapituły Honorowej Nagrody im. Danuty Siedzikówny „Inki”. 4 sierpnia 2016 został powołany w skład Kapituły Orderu Odrodzenia Polski. 7 sierpnia 2021 został powołany na kolejną kadencję. Wszedł w skład rady programowej Fundacji im. Janusza Kurtyki.

## Publikacje
- Listy do Bieruta. Prośby o ułaskawienie z lat 1946–1956, Wrocław 1995.
- Golgota wrocławska 1945–1956, Wrocław 1996.
- Winni? Niewinni? Dolnośląskie podziemie niepodległościowe (1945–1956) w świetle dokumentów sądowych, Wrocław 1999.
- Jaworzno. Historia więzienia dla młodocianych więźniów politycznych 1951–1955, Warszawa-Wrocław 1999.
- Zbrodnie w majestacie prawa, Warszawa 2000.
- Straceni na Dolnym Śląsku 1945–1956, Wrocław-Rzeszów 2002.
- Skazani na karę śmierci przez Wojskowy Sąd Rejonowy we Wrocławiu (1946–1955) (redakcja), Wrocław 2002.
- Prawnicy czasu bezprawia. Sędziowie i prokuratorzy wojskowi w Polsce 1944–1956, Kraków-Wrocław 2005.
- Aparat bezpieczeństwa w Polsce. Kadra kierownicza, Tom I, 1944–1956 (red. naukowa), Warszawa 2005.
- Twarze wrocławskiej bezpieki. Obsada stanowisk kierowniczych Urzędu Bezpieczeństwa i Służby Bezpieczeństwa we Wrocławiu 1945–1990 (współredaktorzy: Tomasz Balbus, Paweł Piotrowski), Wrocław 2006.
- Jaroszów. Ośrodek Pracy Więźniów – Więzienie (1950–1965), Wrocław 2006.
- Aparat bezpieczeństwa w Polsce. Kadra kierownicza, Tom III, 1975–1990 (red. naukowa), Warszawa 2008.
- Kryptonim „mordercy” (sprawa ppor. Mieczysława Bujaka): studium prowokacji i terroru, Wrocław 2009.
- Twarze dolnośląskiej bezpieki : obsada kierowniczych stanowisk Urzędu Bezpieczeństwa i Służby Bezpieczeństwa na Dolnym Śląsku 1945–1990. Informator personalny (współredaktorzy: Paweł Piotrowski, Wojciech Trębacz), Wrocław 2010.
- Urząd Bezpieczeństwa na Dolnym Śląsku 1944–1956. Z badań nad organizacją i działalnością aparatu bezpieczeństwa (współredaktor: Robert Klementowski), Wrocław 2012.
- Więzienia i obozy na Dolnym Śląsku (1945–1956). Przewodnik, Wrocław 2013.

## Filmografia
W 2007 był konsultantem historycznym w filmach dokumentalnych „Epitafium 169” i „Oskarżenie”. Na podstawie scenariusza pt. „Golgota wrocławska 1945–1956”, napisanego przez niego wspólnie z Piotrem Kokocińskim w 1996, powstał w 2008 spektakl telewizyjny „Golgota Wrocławska”. Był także autorem krótkometrażowego filmu dokumentalnego pt. Najwyższa niesprawiedliwość z 2006, dotyczącego uwięzienia franciszkanina o. Andrzeja Deptucha. Ponadto wystąpił w filmach dokumentalnych pt. Kwatera Ł (2013) i Dzieci Kwatery „Ł” (2014), poruszających temat prac ekshumacyjnych w tzw. Kwaterze na Łączce.

## Odznaczenia, wyróżnienia i nagrody

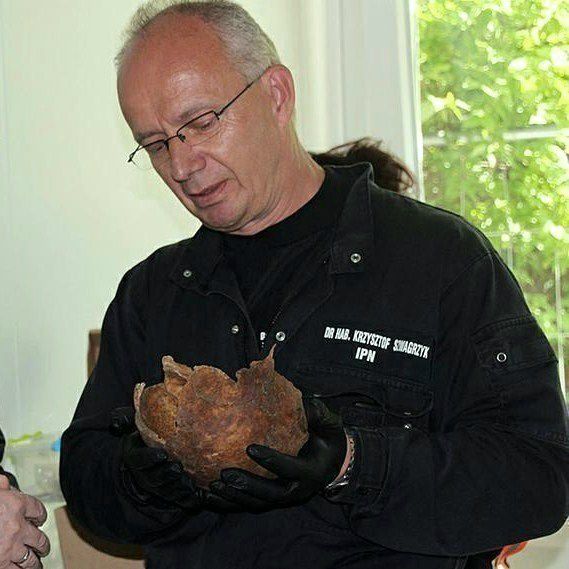
Prof. Krzysztof Szwagrzyk ze szczątkami ofiary zbrodni komunistycznych

- 8 października 2007 został odznaczony przez prezydenta RP Lecha Kaczyńskiego Złotym Krzyżem Zasługi „za wzorowe, wyjątkowo sumienne wykonywanie obowiązków wynikających z pracy zawodowej”[24].
- Nagroda za oryginalny polski tekst dramatyczny przyznana na Krajowym Festiwalu Teatru Polskiego Radia i Teatru TV „Dwa Teatry” 2009 za scenariusz spektakłu pt. Golgota wrocławska.
- W styczniu 2010 Klub Jagielloński im. Św. Kazimierza przyznał mu wyróżnienie dla historyków zajmujących się dziejami najnowszymi w ostatnim 20-leciu[25].
- We wrześniu 2012 został laureatem Nagrody im. Jerzego Ślaskiego[26][3].
- We wrześniu 2013 otrzymał nagrodę „Źródło” na V Festiwalu Filmów Dokumentalnych „Niepokorni Niezłomni Wyklęci” w Gdyni „za pracę, która inspiruje twórców filmów dokumentalnych”[27].
- W grudniu 2013 uhonorowany Nagrodą im. Lecha Kaczyńskiego[28].
- W grudniu 2013 otrzymał Nagrodę Człowiek Wolności tygodnika „W Sieci”[29].
- W grudniu 2013 tygodnik „Gazeta Polska” przyznał mu tytuł „Człowieka Roku 2013”[30].
- W 2014 otrzymał nagrodę „Wacław Jędrzejewicz History Medal” przyznaną przez Instytut Józefa Piłsudskiego w Ameryce[31][32].
- Postanowieniem prezydenta Andrzeja Dudy z 6 listopada 2015 został odznaczony Krzyżem Kawalerskim Orderu Odrodzenia Polski za wybitne osiągnięcia w dokumentowaniu i upowszechnianiu prawdy o najnowszej historii Polski)[33][34].
- 29 września 2016 Sejmik Województwa Dolnośląskiego nadał mu tytuł Honorowego Obywatela Dolnego Śląska Civi Honorario[35].
- 28 lutego 2017 odebrał tytuł „Człowieka Roku 2016 Tygodnika Solidarność”[36][37].
- W 2018 został wyróżniony Medalem Stulecia Odzyskanej Niepodległości[38].
- 25 lutego 2019 otrzymał Nagrodę Klubów „Gazety Polskiej” za rok 2018[39].
- 21 listopada 2023 został odznaczony złotym Medalem „Zasłużony dla Nauki Polskiej Sapientia et Veritas”[40].